# Settimana d'oro (Giappone)
La Settimana d'oro (ゴールデンウィーク?, gōruden wīku, nota anche come Golden Week), talvolta definita Ōgata renkyū (大型連休?) o Ōgon shūkan (黄金週間?), è un'espressione giapponese che definisce il periodo in cui cadono le seguenti festività pubbliche:
- 29 aprile
  - Giorno Shōwa (昭和の日?, Shōwa no hi), compleanno dell'Imperatore Hirohito, festeggiata dal 2007
- 3 maggio
  - Festa della Costituzione (憲法記念日?, Kenpō kinenbi)
- 4 maggio
  - Festa del verde  (みどりの日?, Midori no hi) (dal 2007)
- 5 maggio
  - Festa dei bambini (子供の日?, Kodomo no hi), detta anche Festa dei ragazzi (端午の節句?, Tango no sekku)

È da notare che il Primo maggio, noto anche come Festa del lavoro (労働祭?, Rōdōsai), non è considerato festa nazionale, ma viene tuttavia garantito come giorno di ferie da molte aziende. Quando una festività pubblica cade di domenica il giorno successivo che non sia già un giorno di vacanza diventa tale per quell'anno.

## Storia
Le leggi sulle feste nazionali, promulgate nel luglio del 1948, enunciavano 9 festività ufficiali. Visto che molte si concentravano in un'unica settimana che andava dalla fine di aprile all'inizio di maggio molte industrie dell'intrattenimento constatarono considerevoli picchi di vendite. L'industria cinematografica non fece eccezione. Nel 1951 il film "Jiyu Gakkou" incassò di più durante questa settimana piena di ferie che in ogni altro periodo dell'anno (compresi capodanno e Obon). Questo suggerì al consigliere delegato della Daiei Films di chiamare questa settimana "Golden Week", sulla base dell'espressione propria del gergo radiofonico giapponese "golden time", con la quale ci si riferisce al periodo con il maggior numero di radioascoltatori.
Al tempo, il 29 aprile era il genetliaco dell'Imperatore Hirohito. Dopo la sua morte nel 1989 la festività fu rinominata "Festa del verde", e dal 2007 fu reintrodotta con il nome di Giorno Showa. Il 4 maggio era una festa senza nome, a causa di una legge che converte ogni giorno compreso tra due feste in un'ulteriore festa, chiamata Festa del popolo (国民の休日?, Kokumin no kyūjitsu); dal 2007 è stata sostituita dalla Festa del verde.

## Oggi
Molti giapponesi vanno in ferie nei giorni di lavoro che si interpongono tra le festività in questione, ma alcune aziende chiudono completamente e garantiscono agli impiegati le ferie pagate. Essendo il più lungo periodo di vacanza dell'anno per molti lavoratori giapponesi, la Golden Week è un periodo molto indicato per i viaggi. Voli, treni e hotel sono spesso al completo, nonostante i prezzi rialzati per l'occasione. Anche alcune destinazioni estere (come i paesi dell'entroterra asiatico, Guam, Saipan, le Hawaii, e città della costa ovest USA come Los Angeles, Seattle e San Francisco) in questo periodo accolgono molti turisti giapponesi.